# Peter Woelck
Peter Woelck (* 12. April 1948 in Berlin; † 1. März 2010 ebenda) war ein deutscher Fotograf und Chronist des Alltags in der DDR der 1970er und 1980er Jahre.

## Leben
Woelck wurde in Wilhelmshagen geboren und wuchs bei den Großeltern im Bezirk Köpenick auf. 1968 wurde Woelck von den Fotografen Arno Fischer und Sibylle Bergemann in den Club Junger Meister eingeladen.
Woelck studierte von 1972 bis 1977 Fotografie bei Heinz Föppel an der Hochschule für Grafik und Buchkunst Leipzig mit Diplom-Abschluss. Danach war er in Ostberlin freiberuflich für Kulturämter, Zeitschriften, Verlage und verschiedene Großbetriebe tätig.
Seit 1982 lebte Woelck in einem Wohnatelier Kastanienallee Ecke Schwedter Straße in Berlin-Prenzlauer Berg. Nach einem kurzen Aufenthalt in Westdeutschland von August bis November 1989 kehrte er nach Ost-Berlin zurück. Nach der Wende arbeitete er als freischaffender Fotograf, konnte sich jedoch an die neuen Bedingungen nicht anpassen und verarmte zunehmend. 2010 wurde er aus seinem Wohnatelier geklagt, wenige Tage nach der Räumung starb Woelck an Krebs.

## Ausstellungen
- 2007: Fotografien Peter Woelck – Zeitblicke. BrotfabrikGalerie, Berlin.
- 2008/2009: Dal Lae Jin – Connie Lehmann – Peter Woelk: AugenBlicke! Kunstverein BrachLand, Velbert, Forum Niederberg.[2]
- 2013: Nach der Schicht. Fotografien von Peter Woelck. Laura Mars Gallery, Berlin (16. März bis 6. April 2013)[3]
- 2014: Pewos Bericht zur Lage der Jugend. Laura Mars Gallery, Berlin (21. Oktober bis 20. November 2014)[4]
- 2015: Klozin, Peter Woelck: Transgender in Hoyerswerda. Wie es wirklich war. Heidelberger Kunstverein, Heidelberg (27. November 2015 bis 14. Februar 2016)[5]
- 2017: Erzgebirgische Impressionen. Laura Mars Gallery, Berlin (14. Oktober bis 2. Dezember 2017)[6]
- 2020: Wer wir sind und was wir tun - mitten im Museum. Mitte Museum, Berlin (ab 7. Juni)[7]
- 2021: … oder kann das weg? Fallstudien zur Nachwende. Fallstudie: Wessiwerdung neue Gesellschaft für bildende Kunst (nGbK), Berlin (21. bis 27. Oktober 2021)[8]